# Zvezdan Čebinac
Zvezdan Čebinac est un footballeur yougoslave puis serbe né le 8 décembre 1939 à Belgrade et mort le 18 février 2012 à Aarau. Il évoluait au poste de milieu de terrain.

## Biographie

### Carrière en club
Il commence sa carrière au Partizan Belgrade en 1958, club qu'il représente jusqu'en 1964,,.
Avec le Partizan, il est sacré Champion de Yougoslavie à trois reprises en 1961, 1962 et en 1963,,.
Il joue durant la saison 1964-1965 à l'Étoile rouge de Belgrade,,.
En 1966, il quitte la Yougoslavie pour rejoindre le PSV Eindhoven qu'il représente durant une saison,,.
De 1967 à 1969, il est joueur du 1. FC Nuremberg avec qui il est sacré Champion d'Allemagne de l'Ouest en 1968,,.
En 1969, il est transféré au Hanovre 96 avec qui il rejouera pendant deux saisons,,.
Après un passage au SG Germania Wiesbaden, il finit sa carrière en Suisse au sein du FC Nordstern Bâle, club qu'il représente de 1972 à 1975,.
Au cours de sa carrière, il dispute un total de 99 matchs en première division yougoslave, inscrivant 11 buts, 93 matchs en première division allemande, marquant huit buts, et 31 matchs en première division néerlandaise, pour cinq buts. Il joue également 11 matchs en Coupe d'Europe des clubs champions (un but), et enfin deux en Coupe des villes de foires.

### Carrière en équipe nationale
International yougoslave, il reçoit 20 sélections en équipe de Yougoslavie entre 1959 et 1964, pour 4 buts marqués.
Son premier match est disputé le 21 octobre 1959 dans le cadre des qualifications pour les Jeux olympiques contre Israël (match nul 2-2 à Ramat Gan).
Il marque un but lors d'un match de qualification pour l'Euro 1960 contre le Portugal le 22 mai 1960 (victoire 5-1 à Belgrade).
Il joue un barrage aller-retour contre la Corée du Sud dans le cadre des qualifications pour la Coupe du monde 1962. Il marque un but lors du match aller (victoire 5-1 à Belgrade).
Le 20 septembre 1964, il dispute un match de qualification pour la Coupe du monde 1966 contre le Luxembourg (victoire 3-1 à Belgrade).
Son dernier match a lieu le 22 novembre 1964 en amical contre l'Union soviétique (match nul 1-1 à Belgrade).

### Carrière d'entraîneur
Après avoir raccroché les crampons, il a une carrière d'entraîneur en Suisse.

## Palmarès
| Partizan Belgrade - Championnat de Yougoslavie (3) : - Champion : 1960-61, 1961-62 et 1962-63. |  | FC Nuremberg - Champion de RFA (1) : - Champion : 1967-68. |

## Vie privée
Zvezdan est le frère jumeau de Srđan Čebinac (en) également footballeur international.